# Weightless (Secondhand Serenade)
Weightless è il primo EP di inediti di Secondhand Serenade, pubblicato nel 2011.

## Il disco
Questo è l'ultimo lavoro di John Vesely sotto l'etichetta Glassnote Records, che l'autore abbandonerà nei mesi successivi. Contiene tre brani inediti, una cover di Animal dei Neon Trees e una versione acustica di You & I. Let Me In, uno dei brani inediti, verrà poi registrato nuovamente per l'album del 2014 Undefeated.

## Tracce
Testi e musiche di John Vesely, eccetto dove indicato.
1. Our Time – 3:44
2. Let Me In – 3:11
3. Animal – 4:16 (B. Campbell, T. Glenn, T. Pagnotta) – originariamente interpretata dai Neon Trees
4. You & I (Acoustic) – 3:32
5. Never Too Late – 4:07

## Formazione
- John Vesely – voce, chitarra acustica, pianoforte, tastiera, arrangiamenti orchestrali, programmazione
- Tom Breyfogle – batteria, percussioni

## Classifiche
| Classifica (2011)         | Posizione massima |
| ------------------------- | ----------------- |
| Stati Uniti (independent) | 37                |
| Stati Uniti (top current) | 188               |